# Langham Hotel (Londres)

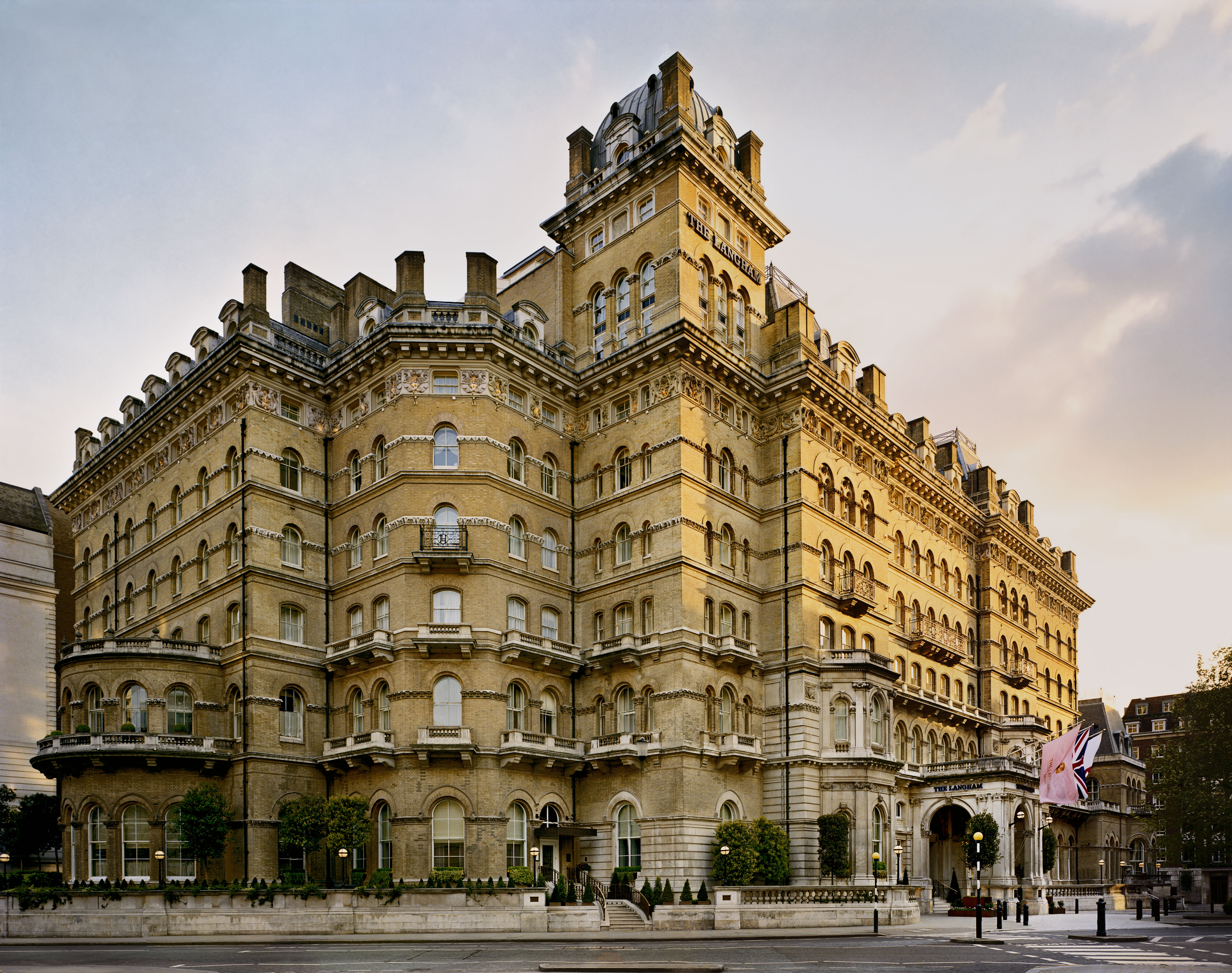
Le Langham Hotel de Londres en 2005.

Le Langham Hotel de Londres est un palace londonien situé sur Langham Place (en) dans le district de st Marylebone,  en face de l'église All Souls, non loin de Regent's Park.
Il tire son nom de Sir James Langham (en) (10e du nom) qui construisit sur ces lieux un manoir en 1820 lequel donna son nom à la rue où il se trouvait.

## Histoire
L'hôtel a été conçu  par l'architecte John Giles (en). Sa première pierre est posée en 1863 et il est inauguré le 10 juin 1865 par le Prince de Galles, futur Édouard VII. À son époque, c'est le plus grand hôtel de la capitale. Il comporte 7 étages, 300 chambres, 36 salles de bains et 14 lavoirs. L'hôtel est approvisionné en eau par un puits artésien profond de 100 mètres. L'énergie est apportée par deux chaudières à vapeur. Il possède son propre bureau de poste et un télégraphe.
Pourtant très prisé dès son ouverture, il est mal géré et dès 1868, son propriétaire est contraint de le vendre à la moitié du prix de sa construction. La liste des personnes célèbres qui y font des séjours est importante (Oscar Wilde, Ouida , Henry Longfellow, Henry Morton Stanley, Mark Twain, Napoléon III en exil, Arthur Conan Doyle, Antonín Dvořák,...).
Il survit passablement à la Première Guerre mondiale mais sans pouvoir effectuer les rénovations nécessaires. D'autres hôtels plus modernes lui font concurrence. S'il continue à recevoir des hôtes célèbres (Somerset Maugham, Noël Coward, Anna Neagle, Charles Laughton, Wallis Simpson, ...), les jeunes lui préfèrent le Savoy. La construction du métro londonien fragilise ses fondations qui doivent être consolidées. Son économie est touchée de plein fouet par la crise de 29. La BBC (British Broadcasting Corporation), qui a installé son quartier général à proximité dès 1929, projette d'acheter l'hôtel pour le transformer en bureau mais la transaction ne se fait pas. 
Pendant  la Seconde Guerre mondiale, il est bombardé, spécialement durant le Blitz. Une nouvelle fois, la BBC propose de l'acheter mais son propriétaire réclame une somme que la BBC n'envisage pas de débourser. Les dommages subis par l'hôtel l'empêchent de reprendre ses fonctions à l'issue de la guerre et il est transformé en bureaux. En 1982, la BBC envisage sa démolition complète mais le projet ne se fait pas car elle décide de s'installer plutôt dans le nouveau centre de White City. L'hôtel est alors racheté par le Ladbrokes Group PLC qui le rénove complètement. À sa réouverture en 1991, le Langham Hotel est un nouveau palace de 410 chambres, 50 suites, avec salles de conférence et de banquets. Les architectes et designers l'ont modernisé tout en lui conservant un style fin XIXe. La Princesse Diana en devient une cliente régulière.
L'hôtel, détenu par Le Hilton Group jusqu'en 2004, est revendu à Langham Hotels International qui y entreprend plusieurs rénovations (2004 - 2016) et lui conserve son prestige de palace 5 étoiles,.